# Roberto Chiappa
Roberto Chiappa (* 11. September 1973 in Terni) ist ein ehemaliger italienischer Bahnradsportler.

## Sportliche Laufbahn
Roberto Chiappa war über 20 Jahre lang als Bahnradsportler aktiv. Bereits 1990 belegte er bei den UCI-Bahn-Weltmeisterschaften der Junioren im englischen Middlesbrough den dritten Platz im Sprint und gewann diesen Wettbewerb im Jahr darauf. Bis 2009 errang Chiappa zahlreiche italienische Meistertitel im Sprint, im Keirin, im Teamsprint sowie im 500-m-Zeitfahren. International konnte er mehrfach Podiumsplätze bei Weltcup-Rennen erringen.
1993 wurde Roberto Chiappa gemeinsam mit Federico Paris Weltmeister im Tandemrennen. 1994, als diese Disziplin zum letzten Mal auf dem Programm von UCI-Bahn-Weltmeisterschaften stand, erreichten die beiden Fahrer den dritten Platz.
Roberto Chiappa nahm an vier Olympischen Spielen teil, 1992, 1996, 2000 sowie 2008. Seine beste Platzierung war ein vierter Rang im Sprint bei den Olympischen Spielen 1992 in Barcelona. 2001 gewann er die traditionsreiche Champion of Champions Trophy. 1993 siegte er im Grand Prix Kopenhagen.
Im August 2010 errang der 36-jährige Chiappa bei den italienischen Bahnmeisterschaften in Mori seinen 47. und 48. nationalen Titel, im Sprint sowie im Teamsprint (mit Loris Paoli und Andrea Prati).

## Erfolge (international)
1990
- Junioren-Weltmeisterschaft – Sprint

1991
- Junioren-Weltmeister – Sprint

1993
- Amateur-Weltmeister – Tandem (mit Federico Paris)
- DBC’s Grand Prix Open

1994
- Amateur-Weltmeisterschaft – Tandem (mit Federico Paris)

1999
- Europameisterschaften – Sprint-Omnium